# Прапор Харківського району
Пра́пор Ха́рківського райо́ну — офіційний символ територіальної громади Харківського району Харківської області. Затверджений 21 січня 2003 р. рішенням V сесії XXIV скликання Харківської районної ради.

## Опис
Прапор району являє собою прямокутне полотнище малинового кольору зі співвідношенням ширини до довжини прапора — 2:3. У центрі прапора міститься зображення герба району. Висота гербового щита дорівнює 1/2 ширини прапора. Прапор району двосторонній.
Навершя ратища являє собою металевий конус висотою, рівною 1/10 ширини прапора, основа конуса дорівнює двом діаметрам ратища, закріплюється на циліндричній основі висотою, рівною 1/20 ширини прапора. Колір металу, з якого виготовляється навершя, срібний.
Еталонний зразок прапора міститься в кабінеті голови Харківської районної ради.